# Lamellodiscus
Genre
Lamellodiscus est un genre de monogènes Monopisthocotylea de la famille Diplectanidae ; toutes les espèces de Lamellodiscus sont de petits vers parasites sur les branchies des poissons téléostéens.
L'espèce type du genre est Lamellodiscus typicus Johnston & Tiegs, 1922, parasite d'un poisson Sparidé récolté à Moreton Bay, au Queensland en Australie.

## Étymologie
T. Harvey Johnston (d) et Oscar W. Tiegs (d), qui ont créé le genre en 1922, n'ont pas expliqué formellement l'étymologie du nouveau nom. Toutefois, leur définition du nouveau genre "disc well developed, with the accessory locomotory disc (squamodisc) peculiarly modified in such a way as to present numerous concentric rows consisting each of a pair of laterally elongated lamellae"  semble montrer que le nom est une référence aux lamelles du squamodisque (un organe d'attachement des monogènes Diplectanidae). Une telle structure est maintenant appelée un lamellodisque.

## Hôtes
Les hôtes des espèces de Lamellodiscus sont principalement des poissons Sparidae et Lethrinidae, avec quelques très rares cas rapportés chez les Centracanthidae, Pomacanthidae et Pomacentridae.

## Liste d'espèces
Les espèces de Lamellodiscus sont:
- Lamellodiscus  acanthopagri Roubal, 1981 [4]
- Lamellodiscus  baeri Oliver, 1974 [5]
- Lamellodiscus  bidens Euzet, 1984 [6]
- Lamellodiscus  butcheri Byrnes, 1987 [7]
- Lamellodiscus  caballeroi Venkatanarsaiah & Kullkarni, 1980 [8]
- Lamellodiscus  cirrusspiralis Byrnes, 1987 [7]
- Lamellodiscus  confusus Amine, Euzet & Kechemir-Issad, 2007 [9]
- Lamellodiscus  corallinus  Paperna, 1965 [10]
- Lamellodiscus  coronatus Euzet & Oliver, 1966 [11]
- Lamellodiscus  crampus Neifar, 2008 [12]
- Lamellodiscus  dentexi Aleshkina, 1984 [13]
- Lamellodiscus  donatellae Aquaro, Riva & Galli, 2009 [14]
- Lamellodiscus  drummondi Euzet & Oliver, 1967 [15]
- Lamellodiscus  echeneis (Wagener, 1857)
- Lamellodiscus  elegans Bychowsky, 1957 [16]
- Lamellodiscus  epsilon Yamaguti, 1968 [17]
- Lamellodiscus  ergensi Euzet & Oliver, 1966 [11]
- Lamellodiscus  erythrini Euzet & Oliver, 1966 [15]
- Lamellodiscus  euzeti Diamanka, Boudaya, Toguebaye & Pariselle, 2011 [18]
- Lamellodiscus  falcus Amine, Euzet  & Kechemir-Issad, 2006 [19]
- Lamellodiscus  flagellatus Boudaya, Neifar & Euzet, 2009 [20]
- Lamellodiscus  fraternus Bychowsky, 1957 [16]
- Lamellodiscus  furcillatus Kritsky, Jimenez-Ruiz & Sey, 2000 [21]
- Lamellodiscus  furcosus Euzet & Oliver, 1966 [11]
- Lamellodiscus  gracilis Euzet & Oliver, 1966 [11]
- Lamellodiscus  hilii Euzet, 1984 [6]
- Lamellodiscus  ignoratus Palombi, 1943 [22]
- Lamellodiscus  impervius Euzet, 1984 [6]
- Lamellodiscus  indicus Tripathi, 1959 [23]
- Lamellodiscus  kechemirae Amine & Euzet, 2005 [24]
- Lamellodiscus  knoepffleri Oliver, 1969 [25]
- Lamellodiscus  magnicornis Justine & Briand, 2010 [26]
- Lamellodiscus  major Murray, 1931 [27]
- Lamellodiscus  mirandus Euzet & Oliver, 1966 [11]
- Lamellodiscus  mormyri Euzet & Oliver, 1967 [15]
- Lamellodiscus  neifari Amine, Euzet & Kechemir-Issad, 2006 [19]
- Lamellodiscus  niedashui Li, Zhang & Yang, 1995 [28]
- Lamellodiscus  pagrosomi Murray, 1931 [27]
- Lamellodiscus  parisi Oliver, 1969 [25]
- Lamellodiscus  parvicornis Justine & Briand, 2010 [26]
- Lamellodiscus  rastellus Neifar, Euzet & Oliver, 2004 [29]
- Lamellodiscus  sanfilippoi Amine, Neifar & Euzet , 2006 [30]
- Lamellodiscus  sarculus Neifar, Euzet & Oliver, 2004 [29]
- Lamellodiscus  sigillatus Neifar, Euzet & Oliver, 2004 [29]
- Lamellodiscus  spari Zhukov, 1970 [31]
- Lamellodiscus  squamosus Roubal, 1981 [4]
- Lamellodiscus  takitai Ogawa & Eugusa, 1978 [32]
- Lamellodiscus  theroni Amine, Euzet & Kechemir-Issad, 2007 [33]
- Lamellodiscus  toguebayei Diamanka, Neifar, Pariselle & Euzet , 2011 [34]
- Lamellodiscus  tomentosus Amine & Euzet, 2005 [24]
- Lamellodiscus  triacies Diamanka, Neifar, Pariselle & Euzet, 2011 [34]
- Lamellodiscus  tubulicornis Justine & Briand, 2010 [26]
- Lamellodiscus  typicus Johnston & Oscar Werner Tiegs, 1922 [1]
- Lamellodiscus  vaginalis Byrnes, 1987[7]
- Lamellodiscus  verberis Euzet & Oliver, 1967 [15]
- Lamellodiscus  vicinus Diamanka, Neifar, Pariselle & Euzet, 2011 [34]
- Lamellodiscus  virgula Euzet & Oliver, 1967 [15]